# Стрілкові
Стрілкові або стрілки (Coenagrionidae) — родина бабок підряду рівнокрилих бабок (Zygoptera). Це, переважно, мешканці трав'яних заростей на берегах водойм. Літають стрілкові невисоко, рідко піднімаючись вище за верхівки трав, де їх можуть упіймати різнокрилі бабки, птахи, мухи-ктирі й інші хижаки. Це одна з найчисленніших родин бабок взагалі і рівнокрилих бабок зокрема, поширені по всьому світу.

## Опис
До родини стрілкових (Coenagrionidae) відносяться витончені бабки завдовжки до 40 мм, крила, що складають у спокої, з короткою птеростигмою уздовж тіла. Вони мають слабкий політ і переважно тримаються в заростях приводних рослин. Передня сторона крилового чотирикутника значно коротша за задню. Личинки цих бабок розвиваються в слабо проточних або непроточних водах, включаючи калюжі, заповнені водою канави і так далі. Стрілкові зазвичай не перевищують в довжину і в розмаху крил 5-6 см, найчастіше мають чорний малюнок у вигляді смуг і кілець. Багато видів забарвлені в зелений або блакитний колір з металевим блиском, але є також червоні, металево-жовті і навіть фіолетові. Крила усіх видів прозорі, з чорними жилками, що чітко промальовували. У багатьох видів чітко виражений статевий диморфізм — самиці окрашені по-іншому, ніж самці. Зазвичай значно блідніше, частіше в зеленуваті або сірі тони. Частіше за інших у нас зустрічається стрілка блакитна (Enallagma cyathigerum), у якої на потилиці є грушеподібні блакитні плями.

## Класифікація
У родину стрілкові (Coenagrionidae) входить більше 90 родів і 1100 видів дрібних бабок.
- Acanthagrion
- Acanthallagma
- Aceratobasis
- Aciagrion
- Aeolagrion
- Africallagma
- Agriocnemis
- Amphiagrion
- Amphiallagma
- Amphicnemis
- Amorphostigma
- Andinagrion
- Angelagrion
- Anisagrion
- Antiagrion
- Apanisagrion
- Argia
- Argiagrion
- Argiocnemis
- Archboldargia
- Archibasis
- Austroagrion
- Austroallagma
- Austrocnemis
- Azuragion
- Bedfordia
- Boninagrion
- Bromeliagrion
- Caliagrion
- Calvertagrion
- Cercion
- Ceriagrion
- Chromagrion
- Coenagriocnemis
- Стрілка (Coenagrion)
- Cyanallagma
- Denticulobasis
- Diceratobasis
- Dolonagrion
- Enacantha
- Еналягма (Enallagma)
- Червоноочка (Erythromma)
- Helveciagrion
- Hesperagrion
- Himalagrion
- Homeoura
- Hylaeargia
- Hylaeonympha
- Inpabasis
- Тонкохвіст (Ischnura)
- Leptagrion
- Leptobasis
- Leucobasis
- Megalagrion
- Melanesobasis
- Mesamphiagrion
- Mesoleptobasis
- Metaleptobasis
- Millotagrion
- Minagrion
- Moroagrion
- Mortonagrion
- Nehalennia
- Neoerythromma
- Nesobasis
- Onychargia
- Oreagrion
- Oreiallagma
- Oxyagrion
- Oxyallagma
- Pacificagrion
- Palaiargia
- Papuagrion
- Papuargia
- Paracercion
- Pericnemis
- Phoenicagrion
- Pinheyagrion
- Plagulibasis
- Proischnura
- Protallagma
- Pseudagrion
- Pyrrhosoma
- Rhodischnura
- Schistolobos
- Skiallagma
- Stenagrion
- Teinobasis
- Telagrion
- Telebasis
- Tepuibasis
- Thermagrion
- Tigriagrion
- Tuberculobasis
- Tukanobasis
- Vanuatubasis
- Xanthagrion
- Xanthocnemis
- Xiphiagrion
- Zoniagrion

## Джерела

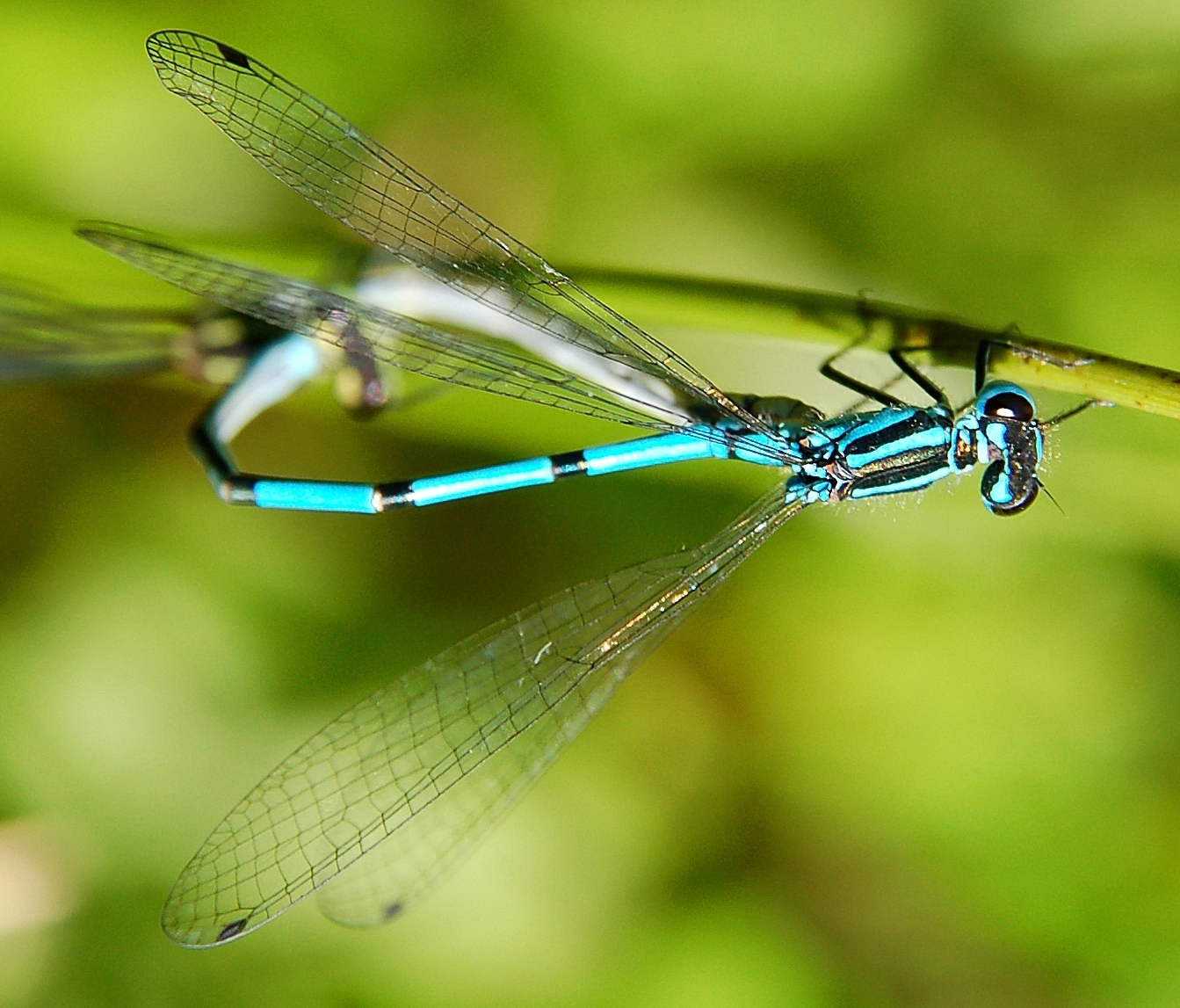
Coenagrion puella
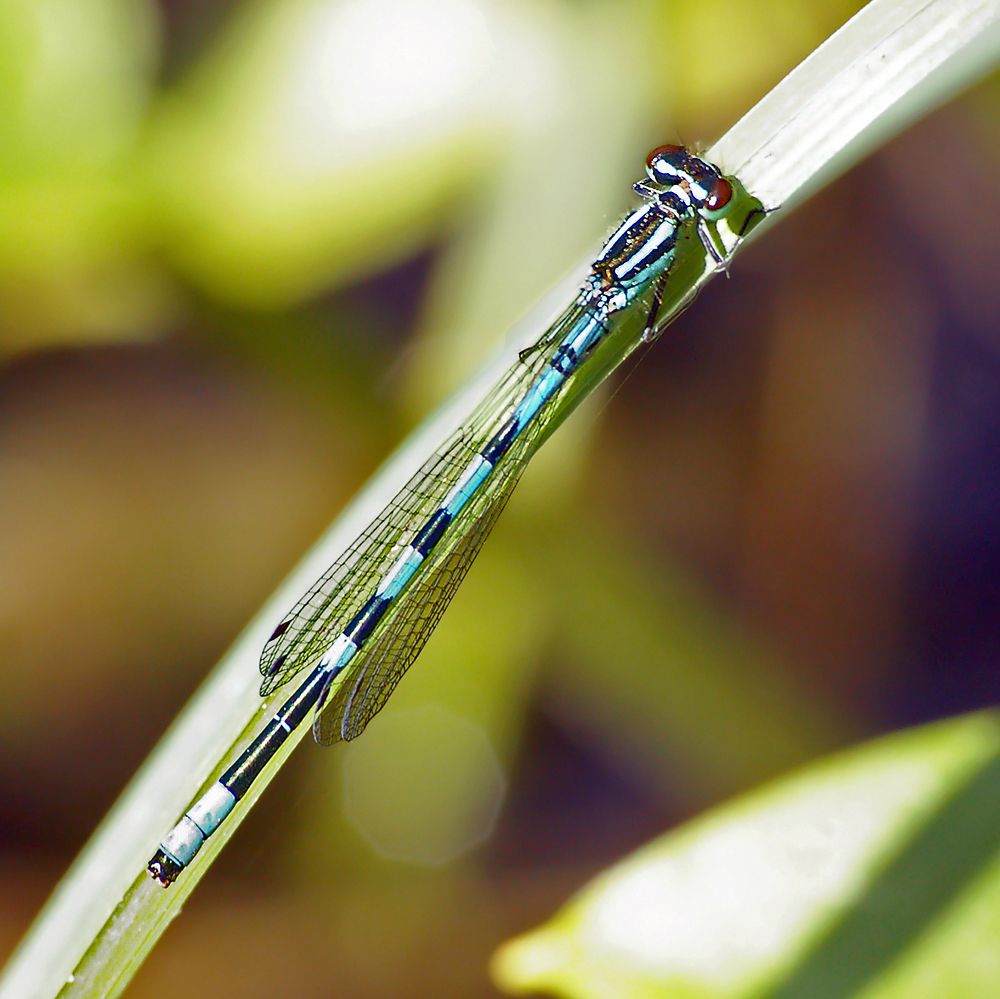
Coenagrion hastulatum
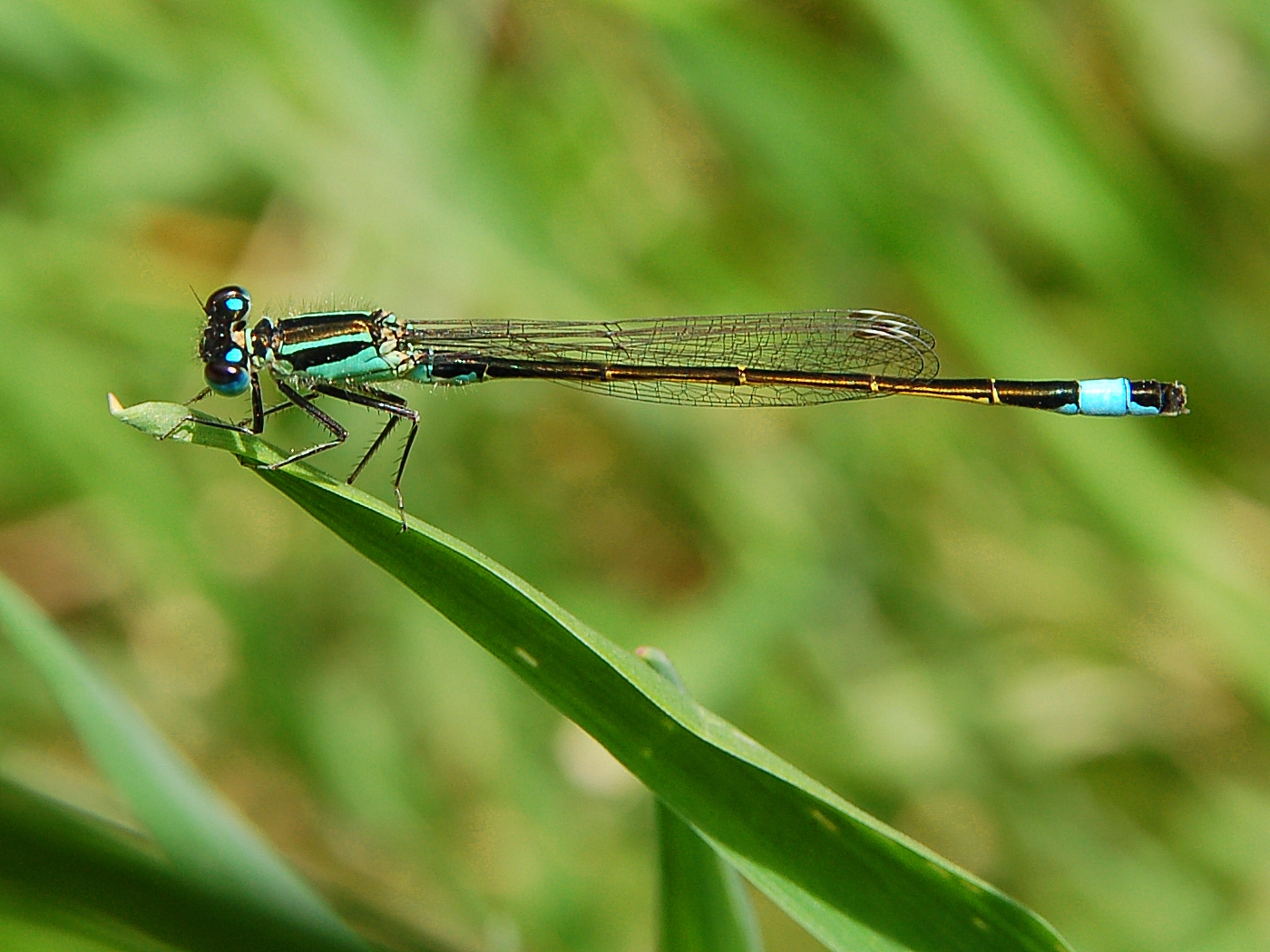
Ischnura elegans
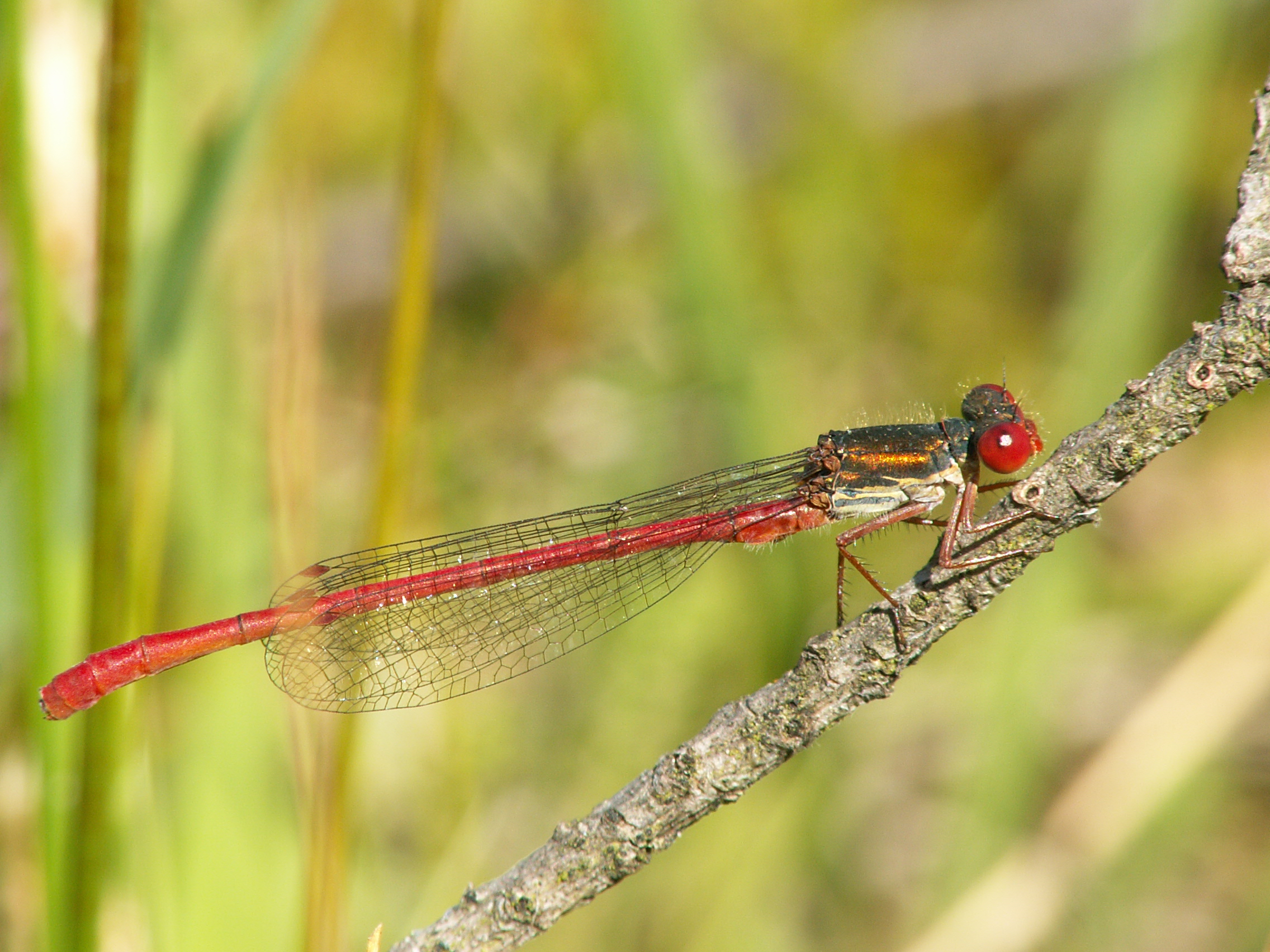
Ceriagrion tenellum